# Свети Архангел Михаил (Виница)
Вижте пояснителната страница за други значения на Свети Архангел Михаил.
„Свети Архангел Михаил“ (на македонска литературна норма: „Свети Архангел Михаил“) е православна църква в градчето Виница, източната част на Северна Македония. Главен храм е на Винишкото архиерейско наместничество на Брегалнишката епархия на Македонската православна църква – Охридска архиепископия.
Църквата е една от по-големите църкви в община Виница и се намира в центъра на града. Изградена е вероятно в 1850 година, за което свидетелства мраморната плоча с надпис над входната врата, в която се споменава годината 1850, султан Абдул Меджид I и архиепископ Климент. Не е ясно дали църквата е градена тогава или само обновена. В 1970 година църквата е разрушена и на същото място в 1973 година е изградена по-голяма трикорабна базилика с полукръгла апсида отвътре и седмостранна отвън. Направена е от кършен камък и хоросан и е с дървен равен таван.
Част от иконите са на Николай Михайлов.
Църквата е изписана от Венко Цветков от Щип. Над входа на западната страна има мозайка на Свети Архангел Михаил. В църквата са регистрирани 96 икони, от които 69 на дървения иконостас са работени в XIX век. Две от тях са датирани – едната на Свети Теодор Тирон от 1890 година и една на Света Богородица с Христос от 1899 година. Иконата на Свети Пантелеймон от 1890 година е реставрирана в 1917 година. В църковната библиотека има голям брой книги.
- Иконата на Свети Пантелеймон, 1890 г.
- Иконата на Свети Теодор Тирон, 1890 г.